# الإمبراطور غو-ساي
الإمبراطور غو-ساي (باليابانية: 後西天皇 غو-ساي تينو) (1 يناير 1638 - 22 مارس 1685) كان الإمبراطور الحادي عشر بعد المائة في اليابان وفقا للترتيب الأباطرة. امتدت فترة حكم الإمبراطور غو-ساي في الفترة بين عامي 1654 و 1663.